# He Wasn’t
A He Wasn’t Avril Lavigne negyedik kislemeze az Under My Skin albumról. Avril Lavigne és Chantal Kreviazuk írta és rendezte. Leginkább rock stílusba sorolják.

## A kislemezen lévő számok

### Ausztrália
1. He Wasn’t (Album verzió)
2. He Wasn’t (Élő)
3. He Wasn’t (Video)

### Egyesült Államok
1. He Wasn’t (Album verzió)
2. He Wasn’t (Élő)
3. He Wasn’t (Video)
4. Egyéb extrák

## Ranglisták
A kislemez nem jelent meg az Egyesült Államokban a rádió számára, de más országokban kiadták. A dal 23. helyezést ért el az Egyesült Királyságban és 25. helyezett lett Ausztráliában, míg Brazíliában 1. helyen végzett.
| Ranglista                                  | Helyezés |
| ------------------------------------------ | -------- |
| ARIA Charts\|Australian ARIA Singles Chart | 25       |
| UK Singles Chart                           | 23       |
| Brazil Hot 100 Singles Music               | 1        |
| Irish Singles Chart                        | 35       |
| New Zealand Top 40                         | 38       |